# Зайендеруд
Зайендеруд (перс. زاینده‌رود‎ — «река, дающая жизнь») — река в Иране протяжённостью 400 км.

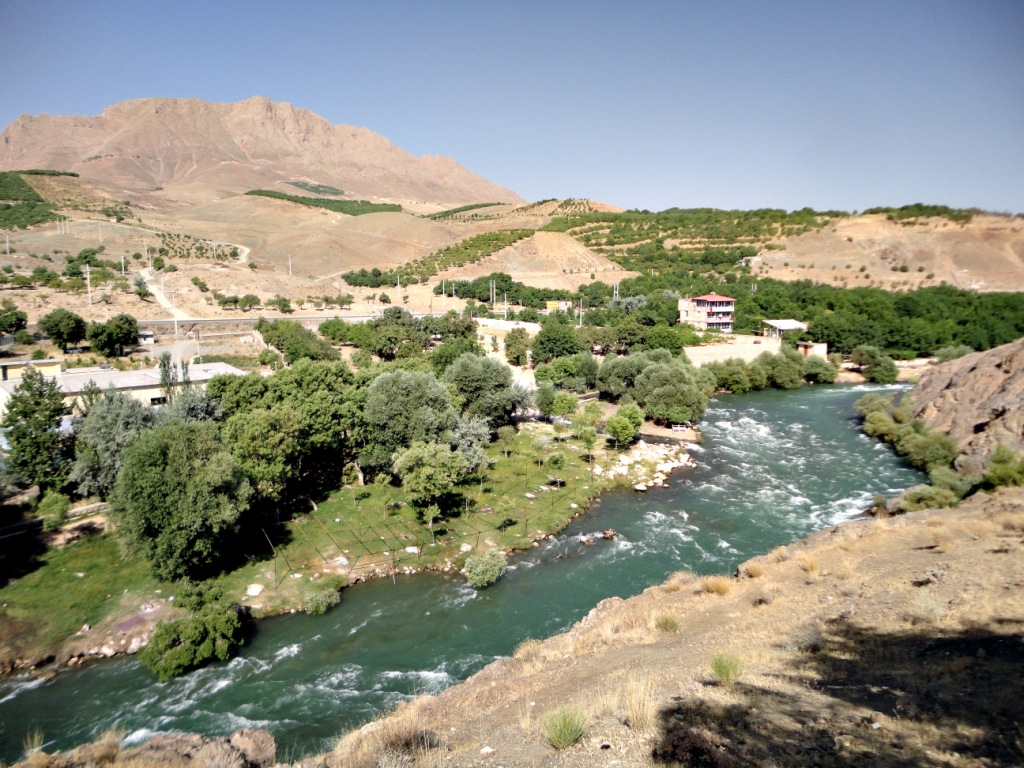
Зайендеруд в горной местности

Проистекает из горного массива Загрос в остан Лурестан и течёт через остан Исфахан, где впадает в болотистое солёное озеро Гавхуни.
На территории города Исфахан ширина реки увеличена в несколько раз, на обоих берегах разбиты парки. Через Зайендеруд проходят знаменитые многоарочные мосты Поле-Хаджу и мост Аллахверди-хана (Сиосеполь), построенные в XVII веке, а также древний мост Шахрестан, построенный в V веке.